# Slemanan
Slemanan is een bestuurslaag in het regentschap Blitar van de provincie Oost-Java, Indonesië. Slemanan telt 4621 inwoners (volkstelling 2010).